# قائمة الكائنات الطفيلية
هذه قائمة غير مُكتملة للكائنات التي تُعتبر مُتطفلة حقيقية على الكائنات الأُخرى.

## طفيليات داخلية
الطفيليات الداخلية أو الطفيليات الجوانية هي طفيليات تَعيش داخل مضيفاتها.

### نباتات
- رافليسيا
- حامول

### ديدان طفيلية
يُمكن تصنيفها في 3 مجموعات، ديدان شريطية وديدان أسطوانية ومثقوبات، ومن الأمثلة عليها:
- شائكات الرؤوس
- داء الأسكارس
- ديدان شريطية وتتضمن: شريطية البقر، شريطية وحيدة، عوساء، المشوكة
- متفرع الخصية الصيني
- داء السرميات
- داء الخيطيات
- دودة شصية (دودة الانسيلوستوما)
- لوا لوائية
- داء كلابية الذنب
- داء البلهارسيات
- أسطوانية برازية
- ديدان شريطية
- سهمية كلبية
- دودة شعرية
- مسلكة شعرية الذيل

### أوليات
- متحولة حالة للنسج ومتحولة قولونية، من الممكن أن تسبب داء الأميبات
- شوكميبة
- جياردية
- كريبتوسبوريديوم
- مقوسة غوندية
- ليشمانيا - ليشمانيا مدارية، ليشمانيا دونوفانية، الليشمانية المكسيكية وتُعرف بتسبيبها داء الليشمانيات
- متصورة، وتسبب مرض الملاريا. متصورة منجلية، المتصورة النشيطة، متصورة وبالية تسبب الأمراض للإنسان
- بابسيا

### فطريات
- عاريات كيس البوغ والشقرانيات الأخرى.
- نشيع مدور
- كورديسيبس

## طفيليات خارجية
طفيليات خارجية أو طفيليات برانية أو طفيليات ظاهرية هي طفيليات تعيش على (وليس داخل) مُضيفاتها، مثلًا من خلال الارتباط بالجلد.

### مفصليات
- قراديات
  - فاروا مدمرة
- قملة أكل اللسان
- بق الفراش
- بعوضيات
- ذباب شعراوي وأشباهه
  - ذبابة تسي تسي
  - فاقدة الجناح
  - لاكعة المواشي الغنمية
- ذبابة النبر
  - خماشة بشرية
- فواصد
- قمل
  - قمل الجسم
  - قملة العانة
  - قمل الرأس
- برغوثيات
- ذباب الخيل
- سرطان البازلاء
- ساكولينا

### حلقيات
- علقيات

### رخويات
- السهمية النصلية
- قواقع هرمية

### حبليات
- قرش قالب الكعيكة
- كانديرو
- جلكيات
- ذكر سمكة البحر العميق المتصنرة
- محاك ذو قلنسوة
- أنقليس أفطس الأنف
- الخفاش مصاص الدماء
- شرشور مصاص

### نباتات
- الهدال (الدبق)
- بعض أنواع السحلبية

### فطريات
- سوادي ذروي
- بعض أنواع عيش الغراب